# Galina Kmit

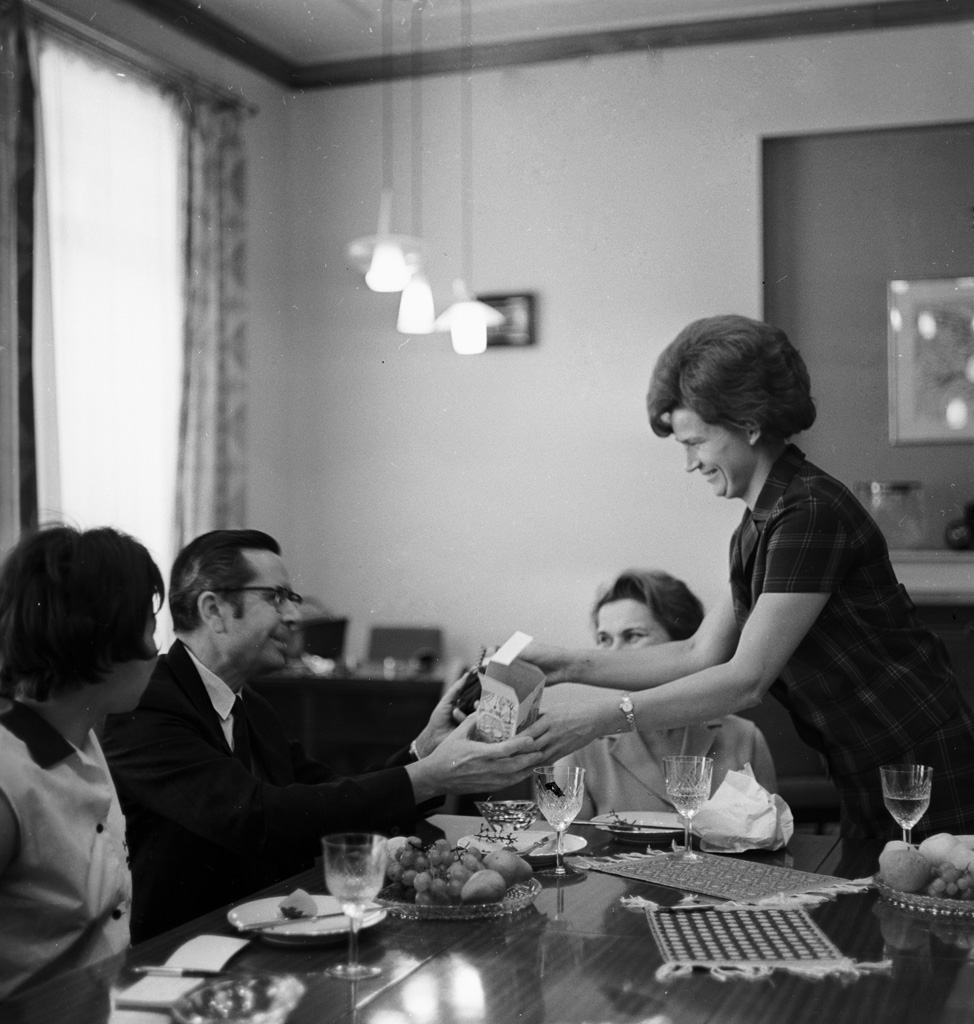
Galina Kmit: Valentina Těreškovová předává dárek panu Campovi

Galina Vasiljevna Kmit (rusky Галина Васильевна Кмит; 16. prosince 1931 – 20. dubna 2019) byla sovětská a ruská fotografka, fotožurnalistka a zasloužilá umělkyně Ruské federace.

## Životopis
Narodila se v Oděse do rodiny ukrajinského spisovatele, scenáristy a novináře Vasila Radyše. Celou řadu let pracovala pro ruskou zpravodajskou agenturu APN / RIA Novosti. Byla členkou Svazu kameramanů a novinářů Ruska, akademička, členka rusko-italské výzkumné akademie Ferroni a členka Národní akademie filmových umění a věd. Kromě jiných portrétovala také významné osobnosti jako byli například: Jurij Lužkov, Oleg Tabakov, Vjačeslav Tichonov, Stanislav Govoruchin, Jelena Jakovleva, Nikita Michalkov a mnoho dalších.
Její manžel byl Leonid Kmit, sovětský divadelní a filmový herec, zasloužilý umělec Ruské federace. Z jejich manželství vzešla dcera Irina (* 1948), která se stala scenáristkou, herečkou, spisovatelkou románů a novinářkou. Nevlastní dcera: Inna Kmit (1932–1996). Galina Kmit měla nějaký čas vztah s hercem Nikolajem Gritsenkem, se kterým měla syna Denise Kmita. Leonid Kmit však Denise přepsal na sebe.

## Galerie

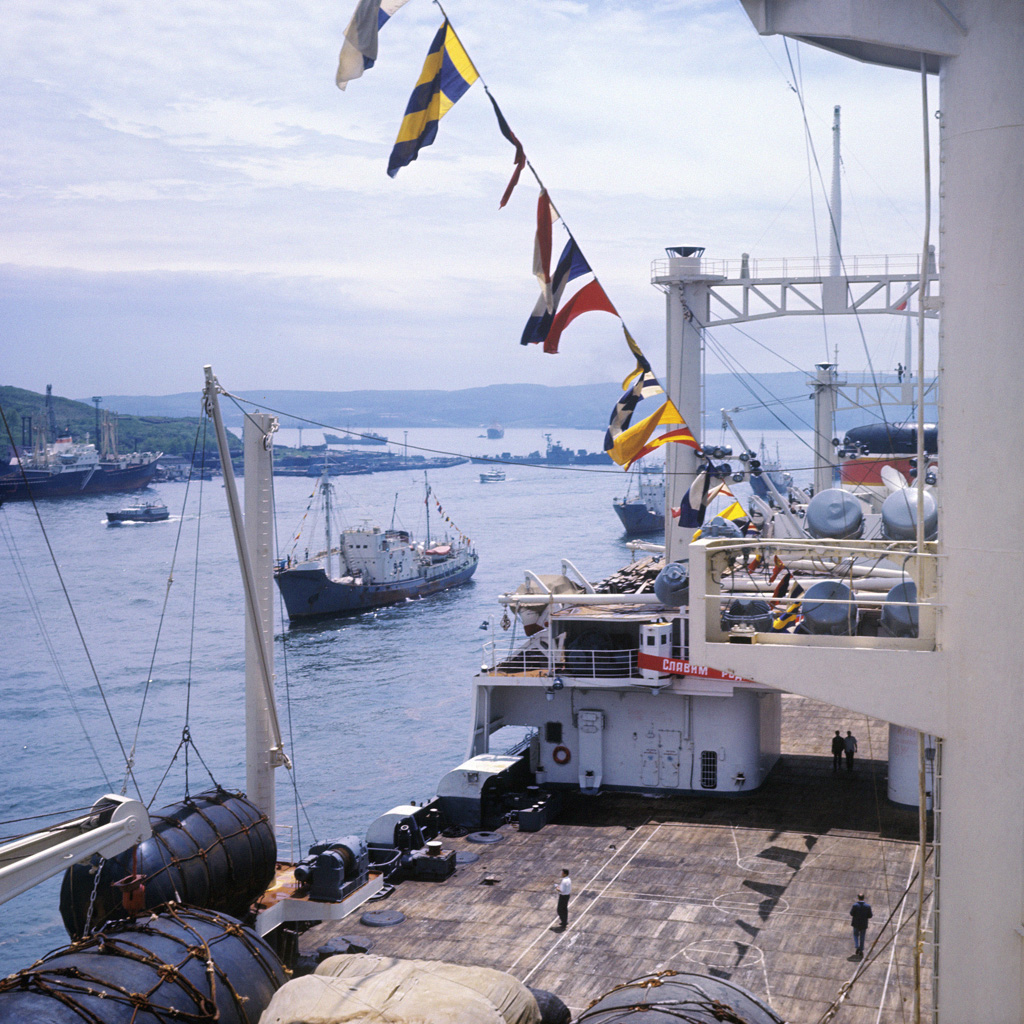
Sovětská velrybářská flotila ve Zlatém rohu, 1969
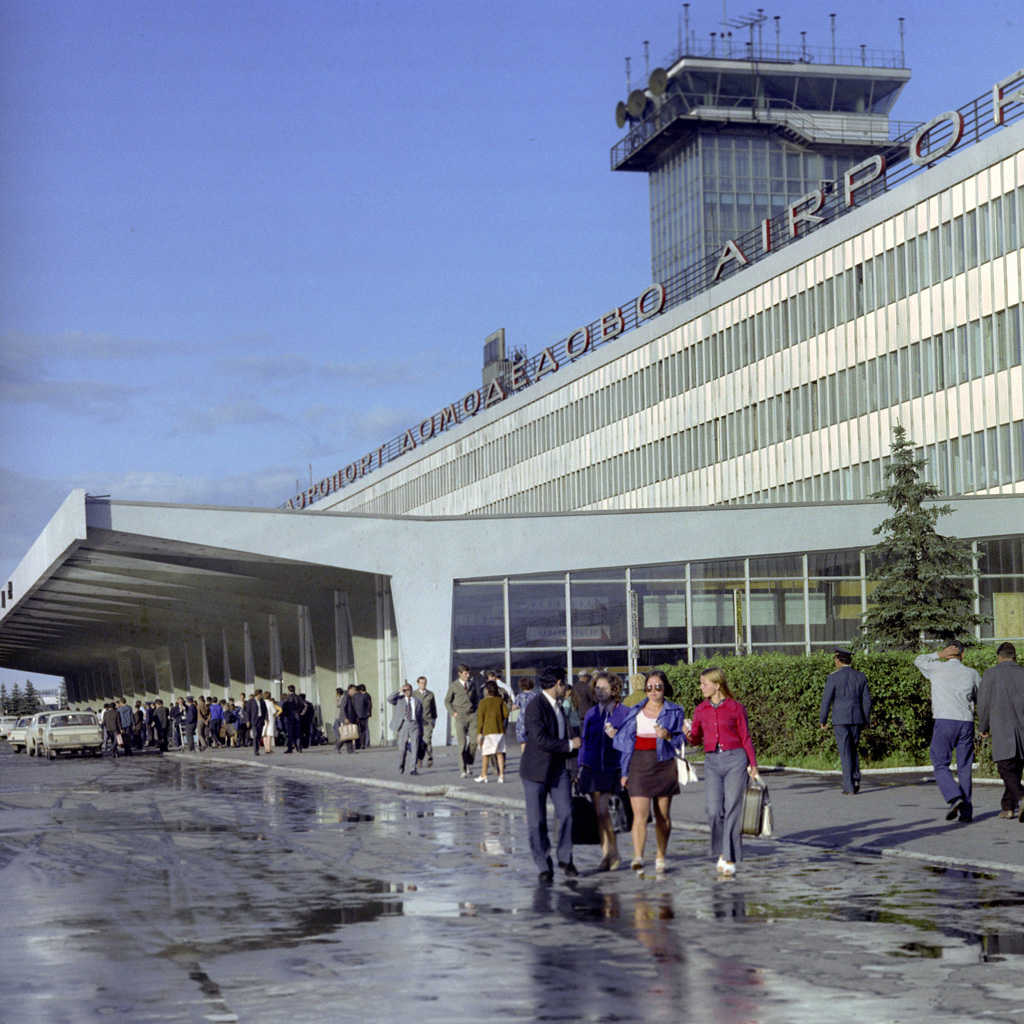
Letiště Moskva-Domodědovo, budova terminálu pro cestující, 1974
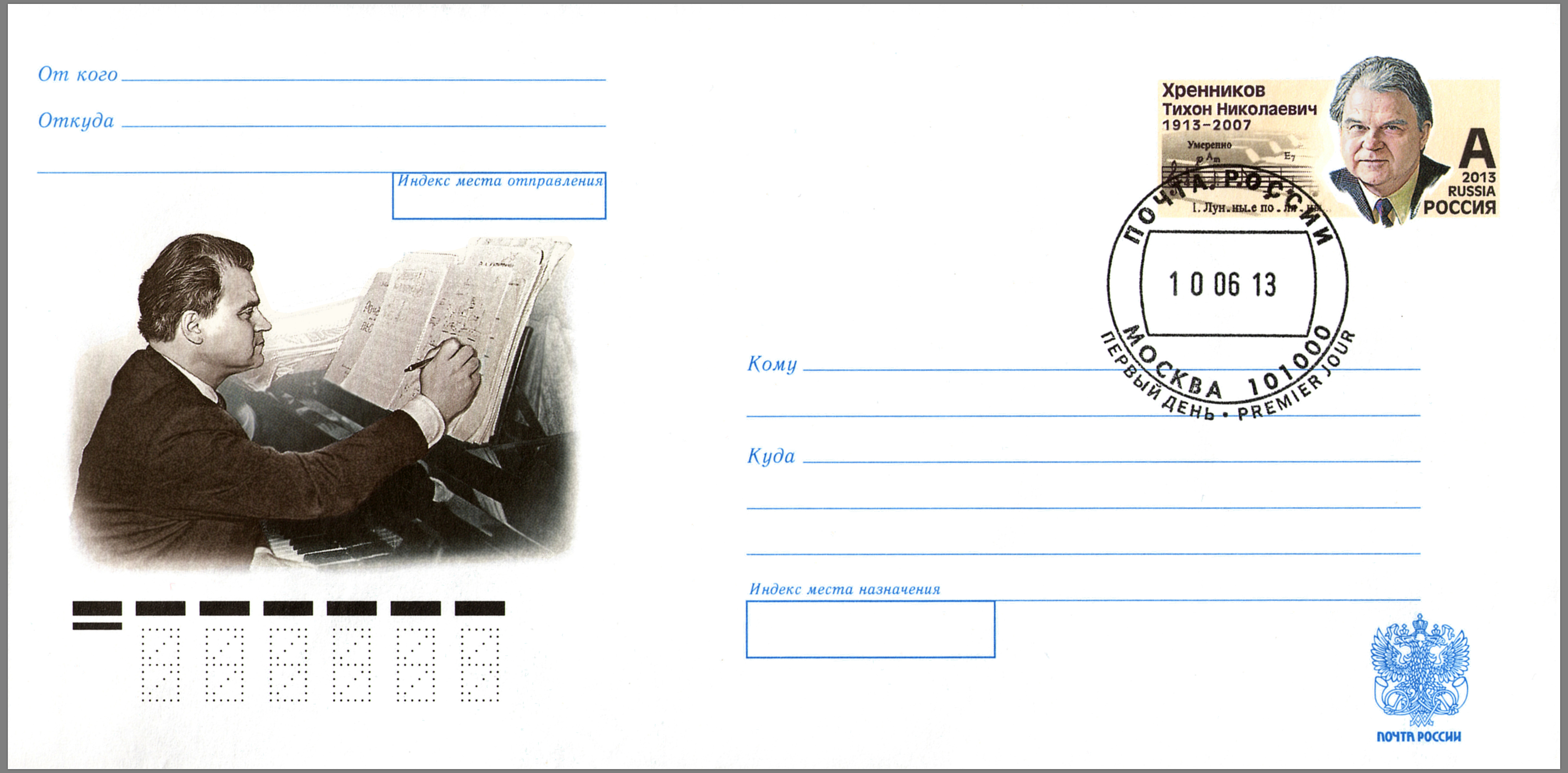
Sté výročí narození hudebního skladatele Tichona Nikolajeviče Chrennikova (1913—2007), 2013